# Thế (địa chất)
Trong địa chất học, một thế hay một thế địa chất là một đơn vị thời gian địa chất, phân chia các kỷ địa chất thành các khoảng thời gian nhỏ hơn, thường là vài chục triệu năm, dựa trên các sự kiện quan trọng diễn ra đối với lịch sử Trái Đất trong kỷ này. Các sự kiện như vậy có thể là sự hình thành hay phá vỡ các lục địa, các sự kiện sông băng chính, sự xuất hiện hay tuyệt chủng của một số nhóm động vật nhất định có ảnh hưởng lớn, hoạt động kiến tạo chính v.v.
Chẳng hạn, đại Tân sinh được chia ra thành hai kỷ, gọi là kỷ Paleogen và kỷ Neogen. Kỷ Paleogen lại được chia ra thành ba thế, là các thế Paleocen, Eocen và Oligocen còn kỷ Neogen chia ra thành các thế là Miocen, Pliocen, Pleistocen và Holocen.
Cấp bậc của các đơn vị thời gian địa chất theo trật tự giảm dần là: liên đại, đại, kỷ, thế, kỳ và có thể là thời.

## Các thế địa chất
Đây là danh sách các kỷ trong lịch sử Trái Đất thứ tự từ kỷ gần đây nhất đến kỷ cổ xưa nhất.
Đại Tân sinh (Cenozoic)
- Kỷ Đệ Tứ (Quaternary)
  - Thế Toàn Tân (Holocen)
  - Thế Canh Tân (Pleistocen)
- Kỷ Tân Cận (Neogene)
  - Thế Thượng Tân (Pliocen)
  - Thế Trung Tân (Miocen)
- Kỷ Cổ Cận (Paleogene)
  - Thế Tiệm Tân (Oligocen)
  - Thế Thủy Tân (Eocen)
  - Thế Cổ Tân (Paleocen)

Đại Trung sinh (Mesozoic)
- Kỷ Phấn Trắng (Cretaceous)
  - Creta muộn
  - Creta sớm
- Kỷ Jura (Jurassic)
  - Jura muộn
  - Jura trung
  - Jura sớm
- Kỷ Tam Điệp (Triassic)
  - Trias muộn
  - Trias giữa
  - Trias sớm

Đại Cổ sinh (Paleozoic)
- Kỷ Nhị Điệp (Permian)
- Carboniferous (Kỷ Than đá)
  - Thế Pennsylvania
  - Thế Mississippi
- Kỷ Devon (Devonian)
  - Devon muộn
  - Devon giữa
  - Devon sớm
- Silurian
  - Přídolí
  - Ludlow
  - Wenlock
  - Llandovery
- Kỷ Ordovic
  - Ordovic muộn
  - Ordovic giữa
  - Ordorvic sớm
- Kỷ Cambri
  - Thống Phù Dung (Furongian)
  - Giữa
  - Sớm
- Tiền Cambri